# Bukovac (Mionica)
Bukovac (Mionica) (em cirílico: Буковац) é uma vila da Sérvia localizada no município de Mionica, pertencente ao distrito de Kolubara, na região de Kolubara Podgorina. A sua população era de 171 habitantes segundo o censo de 2011.

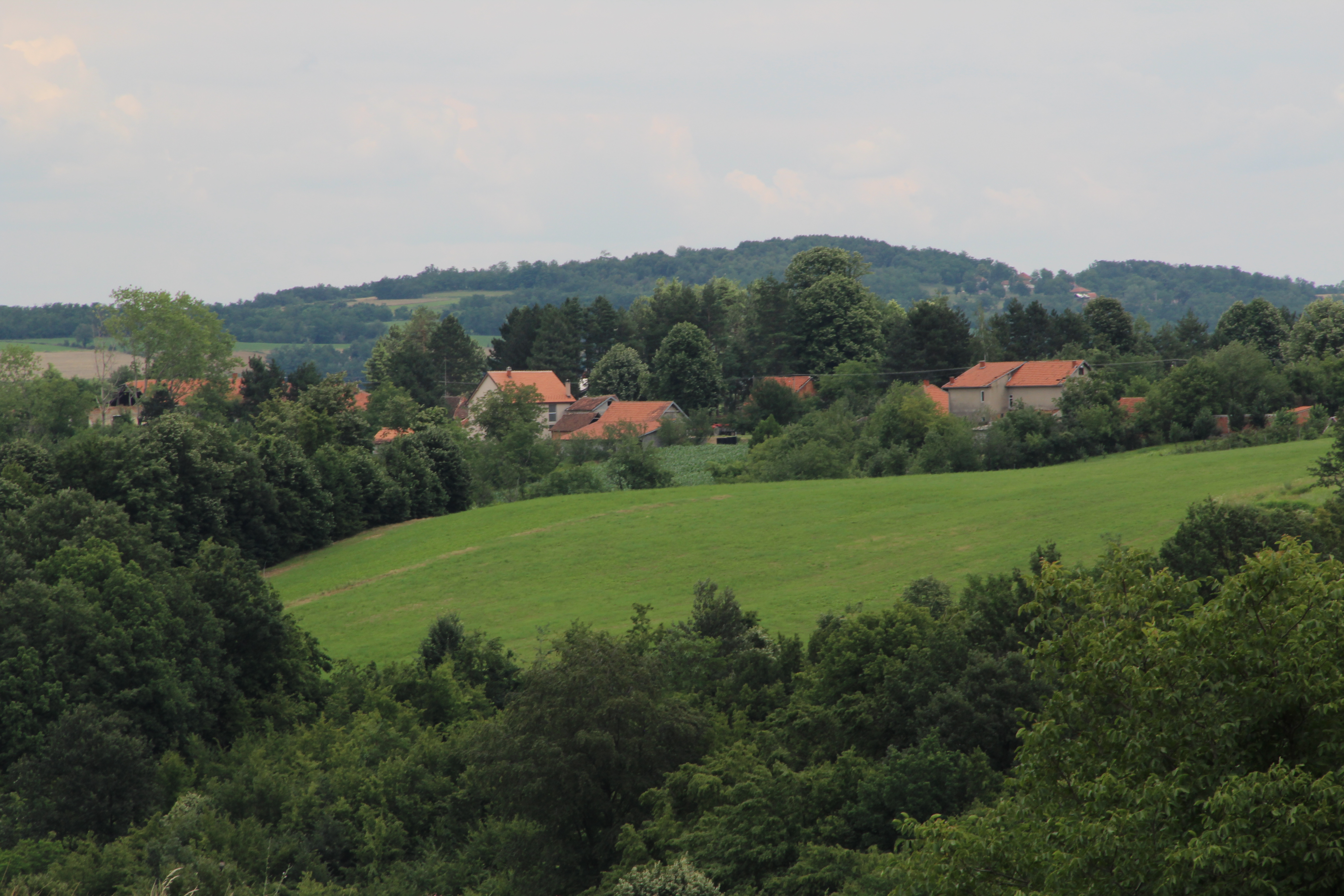
Bukovac - panorama
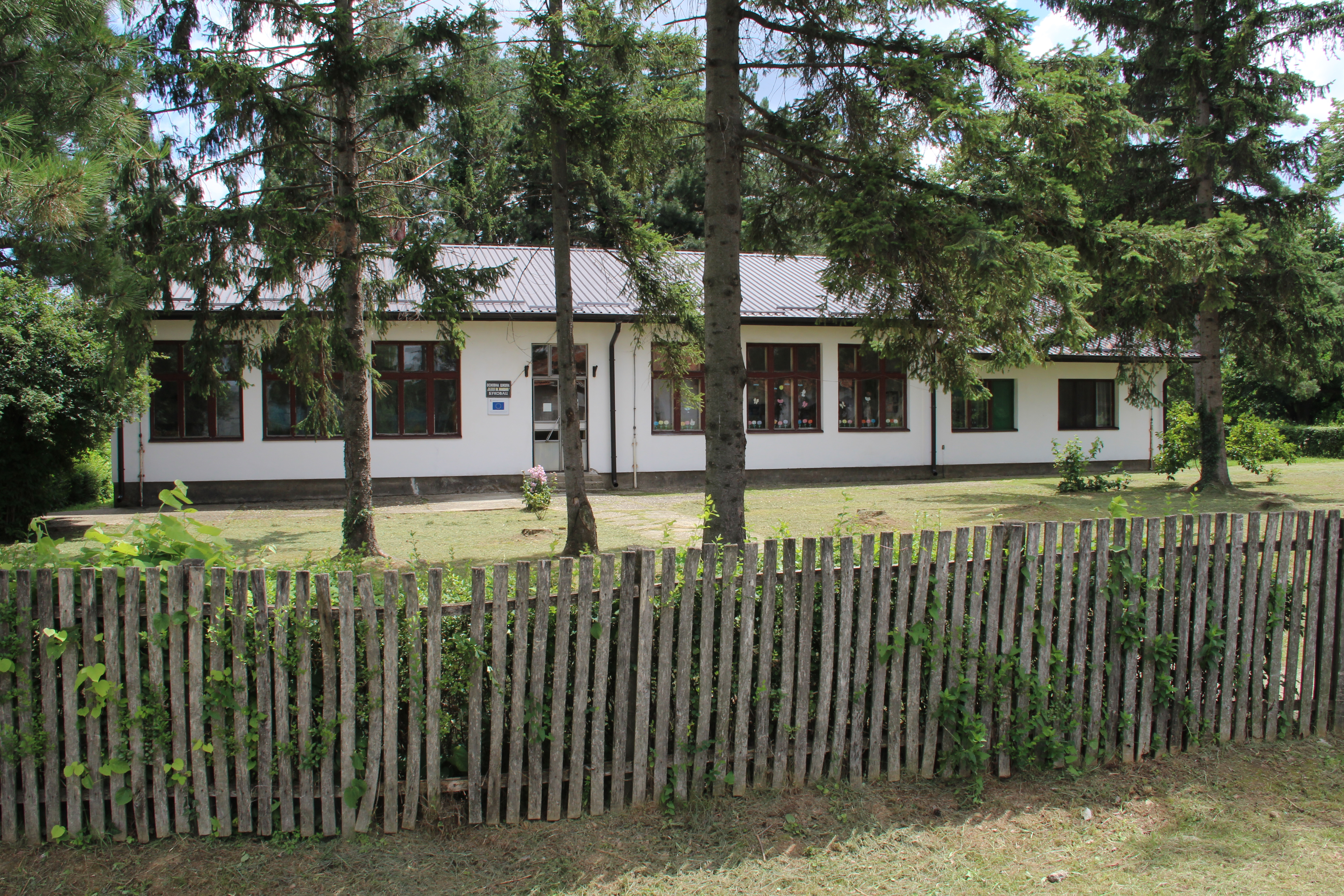
Bukovac - panorama
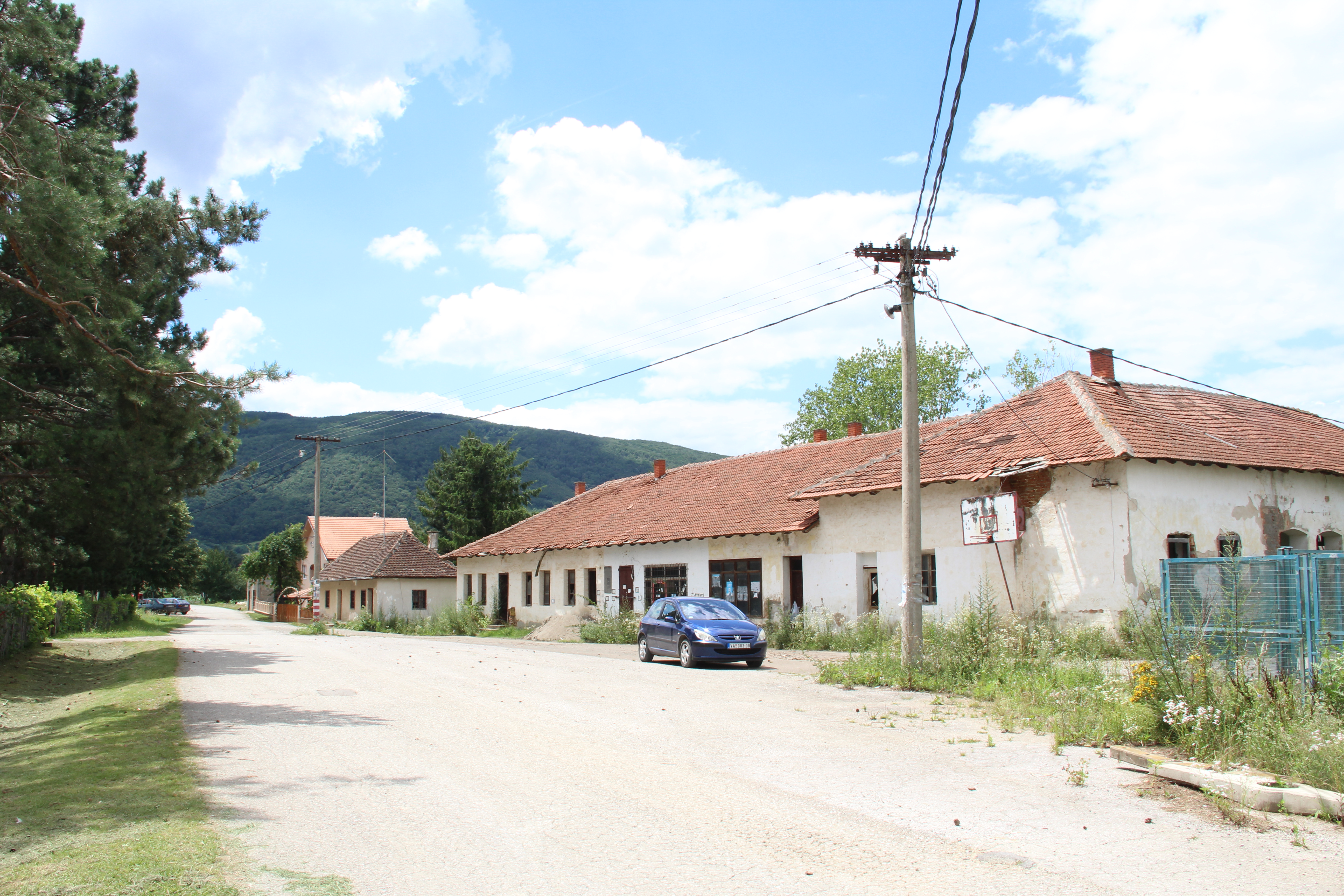
Bukovac - panorama
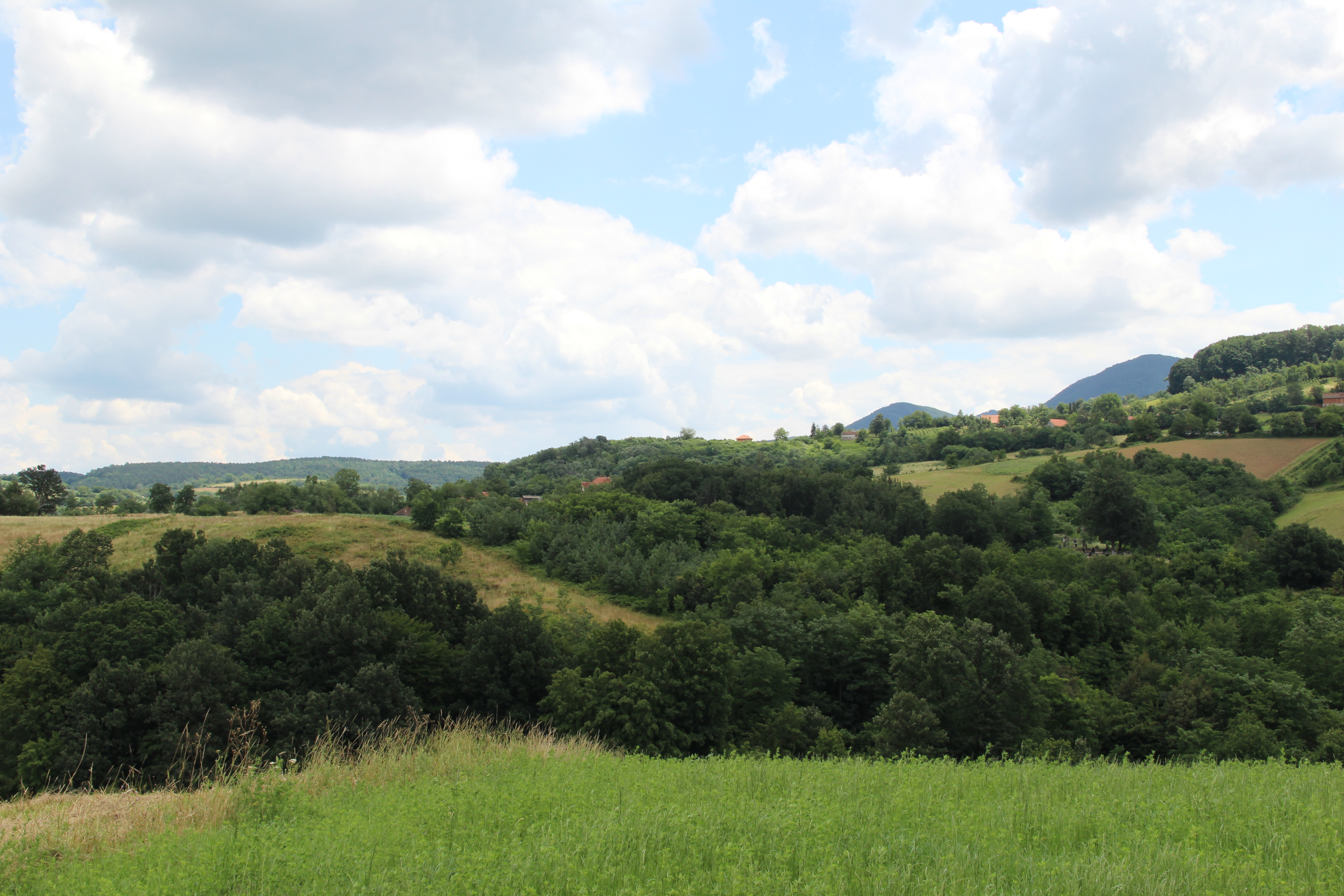
Bukovac - panorama
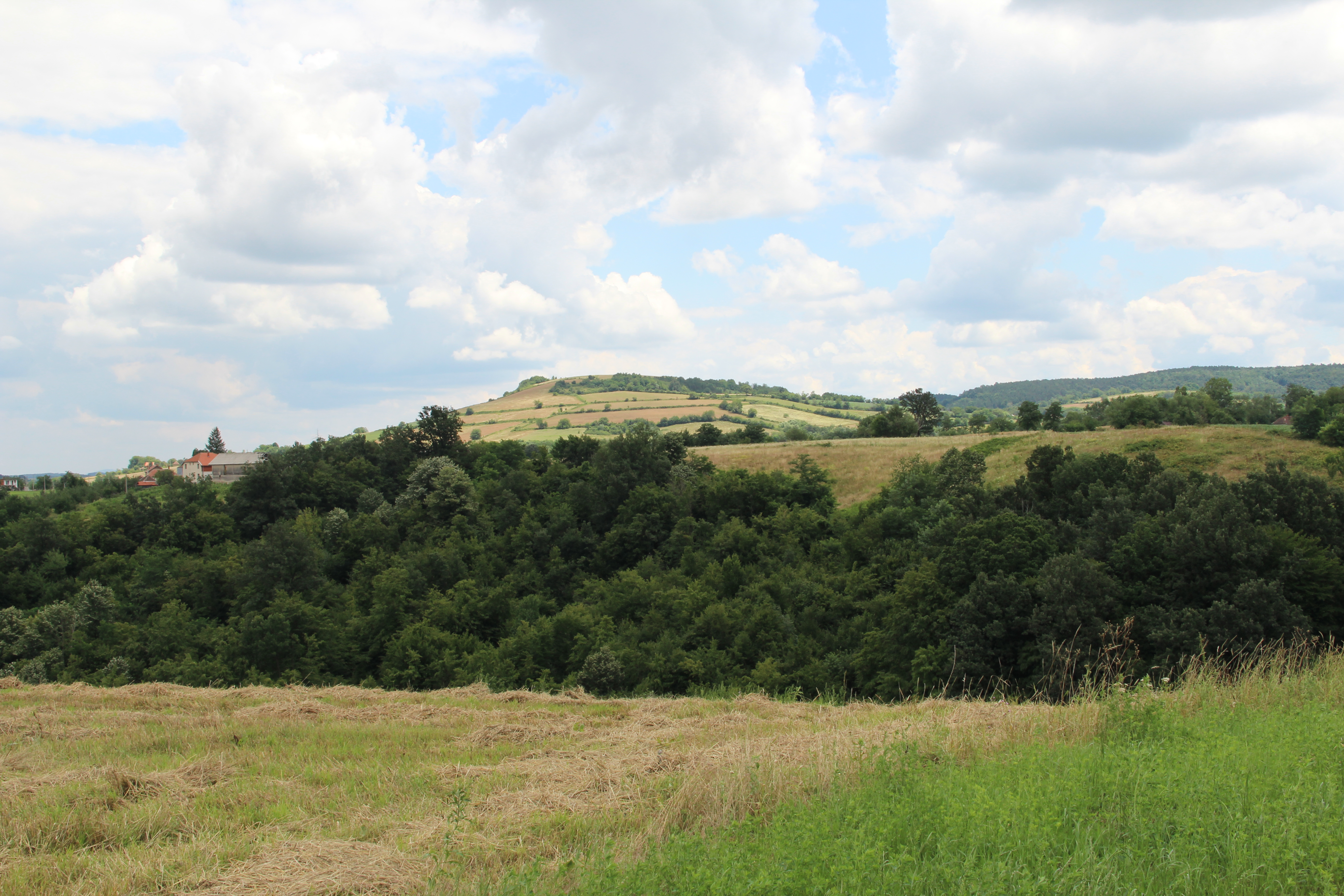
Bukovac - panorama
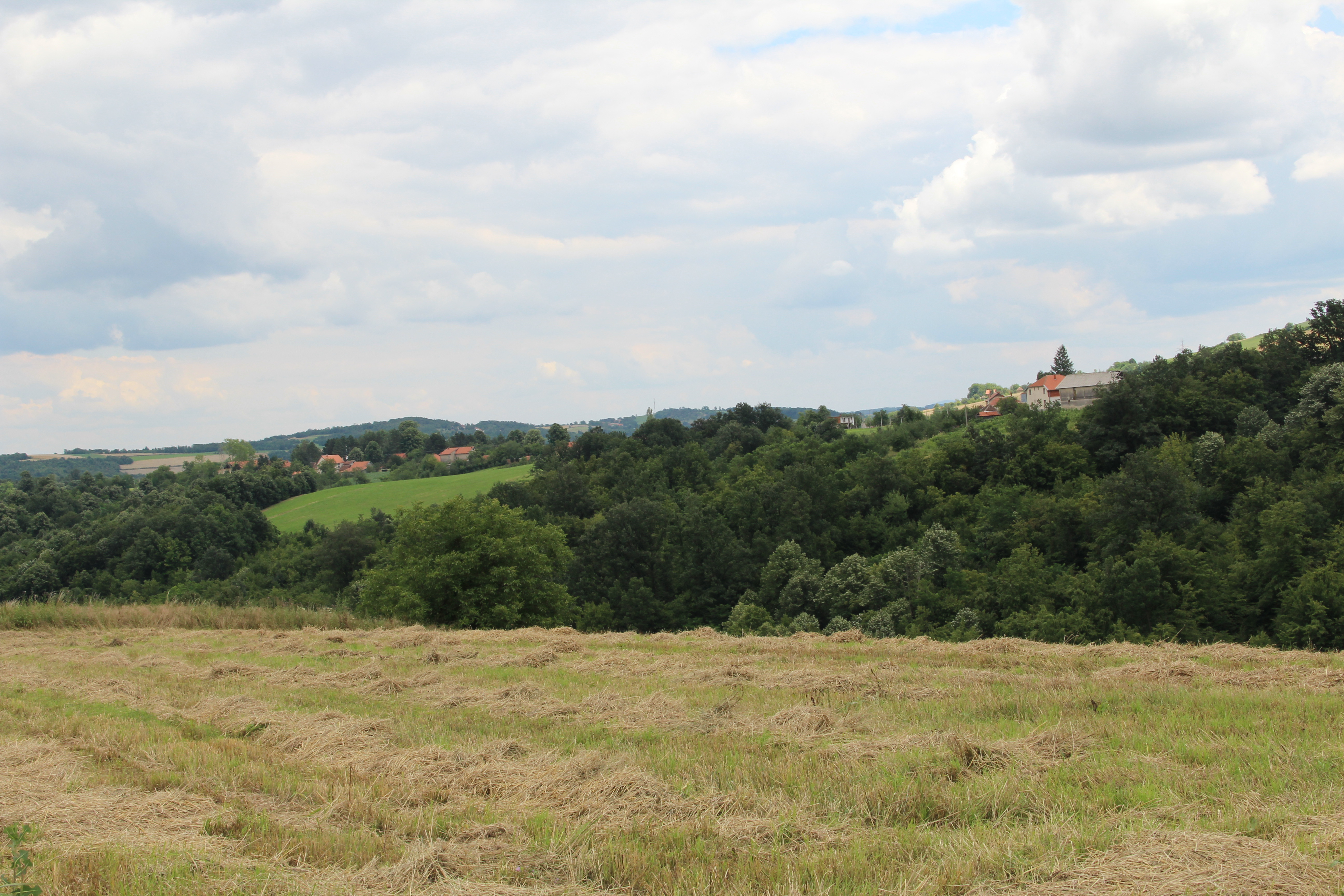
Bukovac - panorama
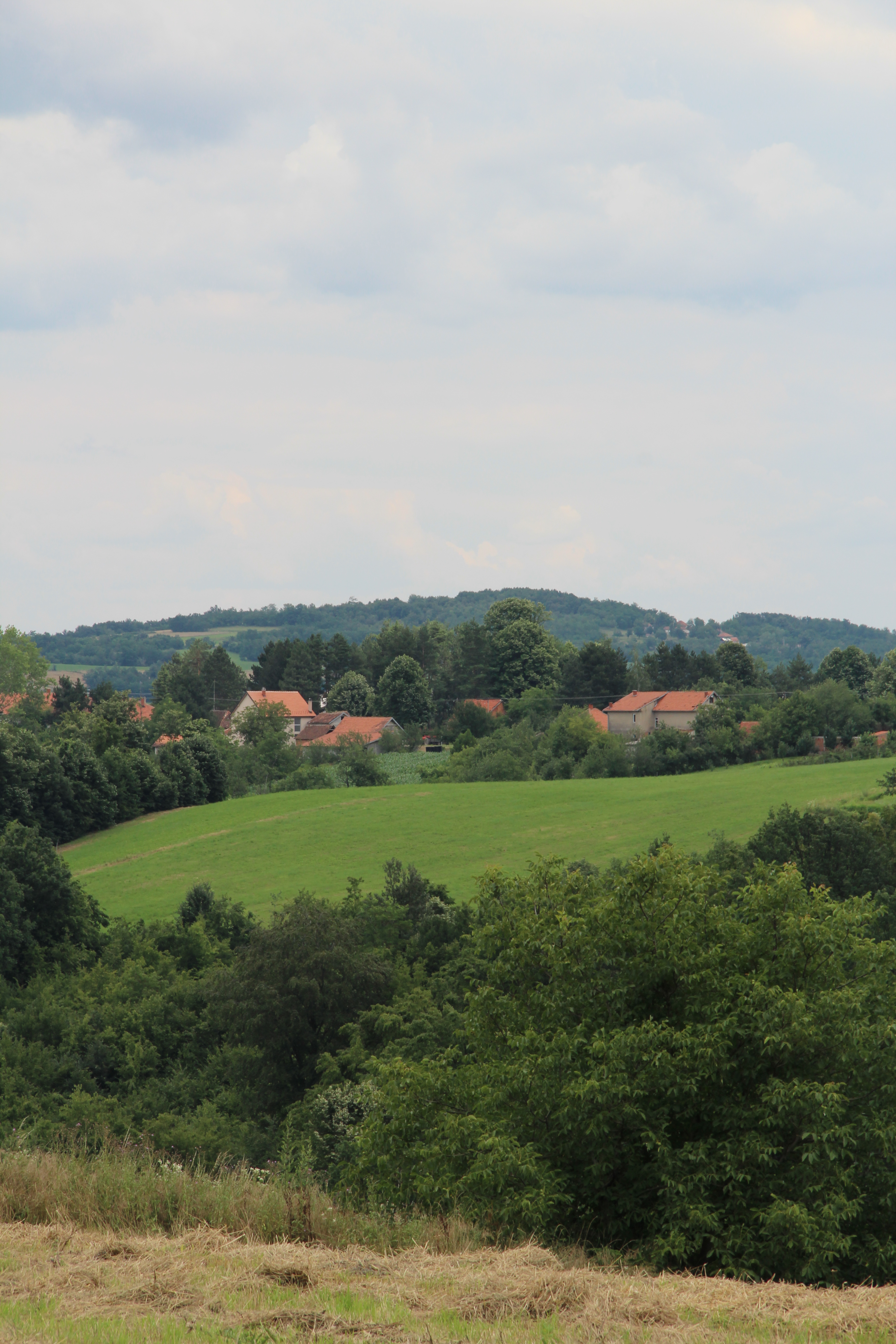
Bukovac - panorama
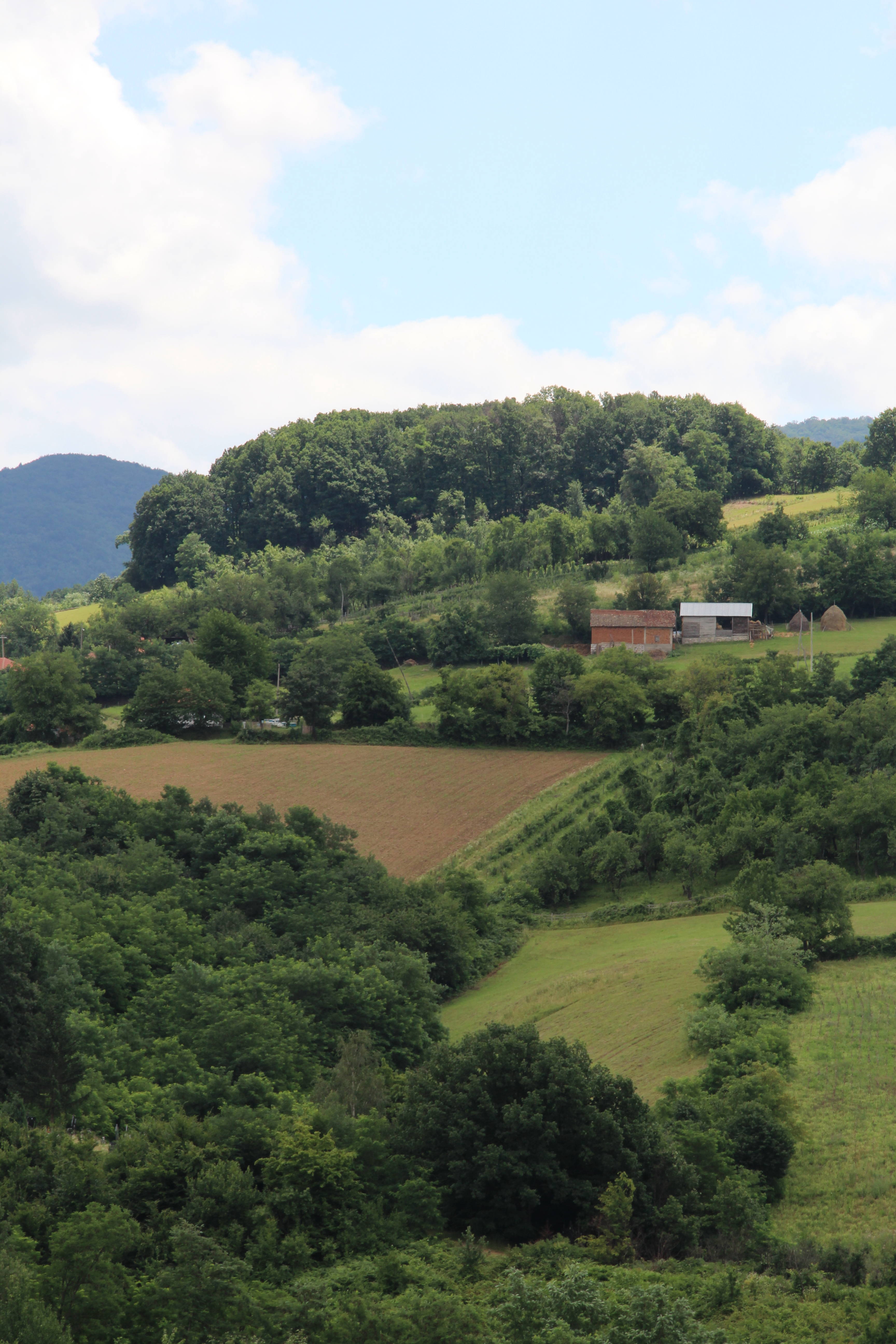
Bukovac - panorama

## Demografia
| 1948 | 1953 | 1961 | 1971 | 1981 | 1991 | 2002 | 2011 |
| ---- | ---- | ---- | ---- | ---- | ---- | ---- | ---- |
| 336  | 327  | 335  | 292  | 264  | 225  | 202  | 171  |